# Iwan Zaczepa
Iwan Iwanowicz Zaczepa (ros. Иван Иванович Зачепа, ur. 24 września?/7 października 1900 w Charkowie, zm. w sierpniu 1976 w Kijowie) – funkcjonariusz radzieckich organów bezpieczeństwa, generał major.

## Życiorys
Od października 1919 do sierpnia 1920 zarządca powiatowego komisariatu wojskowego w Charkowie, od lipca 1920 w RKP(b), od sierpnia do października 1920 słuchacz kursów politycznych przy Wydziale Politycznym Froncie Południowo-Zachodnim. Od października 1920 do marca 1922 pełnomocnik Biura Politycznego powiatowej Czeki w Krasnym Łuczu, pomocnik szefa Biura Politycznego powiatowej Czeki w Debalcewie, od marca do października 1922 w 51 Perekopskiej Dywizji Piechoty, od października 1922 do marca 1923 pełnomocnik gubernialnego oddziału GPU w Juzowce (obecnie Donieck), od marca 1923 do października 1928 pełnomocnik okręgowych oddziałów GPU w Starobielsku, Ługańsku i Sumach. Od października 1928 do grudnia 1930 zastępca szefa okręgowego oddziału GPU w Konotopie, od grudnia 1930 do grudnia 1932 szef rejonowego oddziału GPU w Zasławiu, od października 1932 do stycznia 1935 szef miejskiego oddziału GPU/NKWD w Czystiakowie, od stycznia do sierpnia 1935 szef rejonowego oddziału NKWD w Wołoczyskach. Od sierpnia 1935 do sierpnia 1936 szef miejskiego oddziału NKWD w Berdyczowie i równocześnie szef Wydziału Specjalnego NKWD dywizji kawalerii, 23 marca 1936 mianowany starszym lejtnantem bezpieczeństwa państwowego, od sierpnia 1936 do marca 1937 szef Wydziału III Ekonomicznego Zarządu Bezpieczeństwa Państwowego (UGB) Zarządu NKWD obwodu czernihowskiego, od 22 maja 1937 do sierpnia 1939 szef miejskiego oddziału NKWD w Woroszyłowgradzie (obecnie Ługańsk), od sierpnia do października 1939 zastępca szefa Zarządu NKWD obwodu woroszyłowgradzkiego (obecnie obwód ługański). Od października do grudnia 1939 funkcjonariusz NKWD w Łucku, od grudnia 1939 do 28 marca 1941 szef Zarządu NKWD obwodu drohobyckiego, 11 stycznia 1940 mianowany kapitanem bezpieczeństwa państwowego, od 15 kwietnia do lipca 1941 szef Zarządu NKGB obwodu drohobyckiego, od czerwca 1941 do grudnia 1942 szef Przyfrontowego Pasma Zarządu NKWD obwodu stalińskiego (obecnie obwód doniecki), od grudnia 1942 do sierpnia 1943 w Zarządzie NKWD obwodu saratowskiego, 11 lutego 1943 mianowany podpułkownikiem bezpieczeństwa państwowego. Od sierpnia do grudnia 1943 w Zarządzie NKWD obwodu mołotowskiego (obecnie obwód permski), 25 listopada 1943 mianowany pułkownikiem bezpieczeństwa państwowego, od 10 grudnia 1943 do 5 maja 1948 szef Zarządu NKGB/MGB obwodu mołotowskiego, od 22 sierpnia 1944 komisarz bezpieczeństwa państwowego, od 9 lipca 1945 generał major NKWD. W maju 1948 wykluczony z WKP(b), od sierpnia 1948 do listopada 1955 szef Wydziału Kadr i Oddziału Połączonego Ochrony Kombinatu "Ukrainuglestroj" w Kijowie, w maju 1951 ponownie przyjęty do partii, od listopada 1955 na emeryturze.

## Odznaczenia
- Order Lenina (21 lutego 1945)
- Order Czerwonej Gwiazdy (3 listopada 1944)
- Order Wojny Ojczyźnianej II klasy (20 czerwca 1945)
- Order Czerwonej Gwiazdy (21 lutego 1942)
- Odznaka "Zasłużony Funkcjonariusz NKWD" (28 maja 1941)

I 7 medali.